# 3290 Azabu
3290 Azabu (1973 SZ1) là một tiểu hành tinh nằm phía ngoài của vành đai chính được phát hiện ngày 19 tháng 9 năm 1973 bởi Cornelis Johannes van Houten, Ingrid van Houten-Groeneveld và Tom Gehrels ở Đài thiên văn Palomar.